# Cartello di Medellín

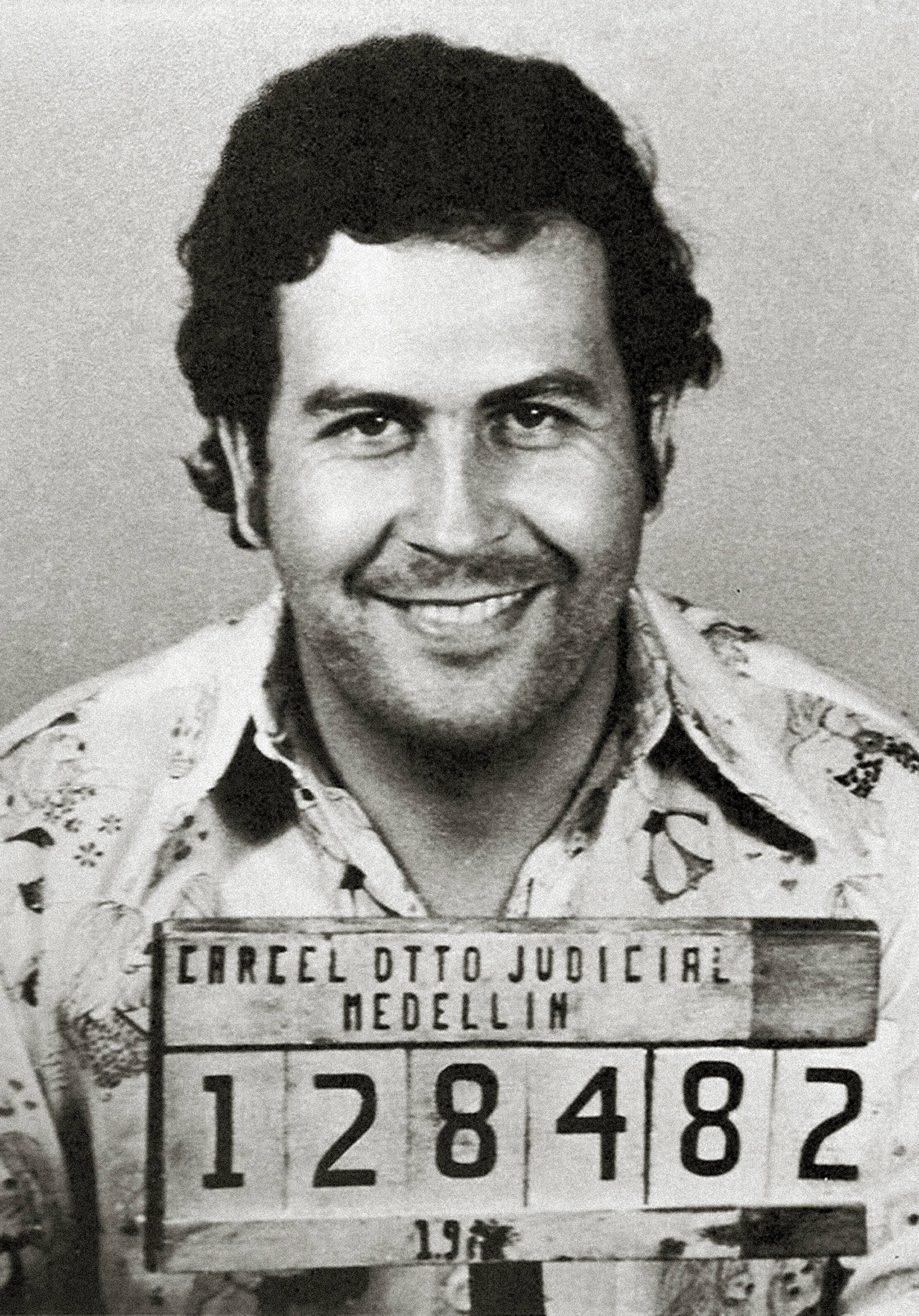
Pablo Escobar, capo storico del cartello di Medellín

Il cartello di Medellín fu una vasta organizzazione di narcotrafficanti, con base nella città di Medellín, in Colombia, operante negli anni settanta e ottanta in Colombia, Bolivia, Perù, America centrale, Stati Uniti, Canada ed Europa. Fu fondato e gestito da Pablo Escobar, dai fratelli Ochoa e da José Gonzalo Rodríguez Gacha, soprannominato El Mexicano. Nel 1993 il governo colombiano, coadiuvato dagli Stati Uniti e con la collaborazione del cartello di Cali, orientato su posizioni filo-governative e di destra e di gruppi paramilitari di destra, riuscì a smantellare definitivamente l'organizzazione con l'uccisione o la cattura di tutti i suoi membri.
Il cartello finanziò le campagne elettorali dei politici della regione di Medellín, tra cui Álvaro Uribe, che divenne presidente del paese.

## Storia

### La nascita del cartello
Sfruttando le rotte utilizzate qualche anno prima per la marijuana, il traffico di cocaina dalla Colombia conobbe un rapido sviluppo, trasformandosi nel corso di un decennio in un impero internazionale della droga. Basta pensare che nel 1982 l'esportazione di cocaina dalla Colombia aveva ormai superato quella del caffè, arrivando a rappresentare il 30% delle esportazioni totali del Paese. Numerosi criminali e uomini d'affari colombiani cominciarono a interessarsi al narcotraffico, attratti dagli elevatissimi profitti. Fu in questi anni che Pablo Escobar (allora dedito a furti di automobili) conobbe José Gonzalo Rodríguez Gacha (mercante di smeraldi) e i fratelli Ochoa (appartenenti a una famiglia della piccola borghesia di Medellin), e iniziarono a collaborare, scambiandosi informazioni logistiche. Significativo fu poi il contributo di Carlos Lehder, trafficante di marijuana che iniziò a esportare cocaina in Florida tramite piccoli aerei privati che facevano scalo nella sua base alle Bahamas, l'isoletta di Norman Cay.

### L'industria della cocaina
La grande impresa della cocaina gestita dal Cartello di Medellin era alquanto complessa e riproduceva uno schema di natura verticale, comprendente varie fasi:
- la coltivazione delle piante di coca, gestita da potenti signori della droga della Bolivia e del Perù, che si occupavano di immense aree di centinaia di migliaia di ettari di piantagioni, da difendere e mimetizzare attraverso la vegetazione e la tutela di milizie paramilitari alle loro dipendenze, nonché la produzione della pasta basica e, quindi, del semilavorato[4][5];
- l'acquisto della pasta base di coca, che era diretto da Pablo Escobar, incaricato perciò di prendere contatti con i produttori boliviani e peruviani, ma anche il trasporto delle materie prime, convogliate nei luoghi di destinazione[6];
- la raffinazione della pasta prodotta e infine il confezionamento della cocaina in laboratori sparsi nella giungla del Caquetá[5], una fase che risulta essere molto importante poiché è pensata per sfuggire ai controlli delle forze dell'ordine, di cui fa parte la vigilanza sui depositi, sulle piste clandestine necessarie a spostare il prodotto finito, avvantaggiandosi delle caratteristiche fisiche dell'ambiente, e tale fase risultava coordinata e gestita da Josè Gonzalo Rodrìguez Gacha[6];
- l'organizzazione del trasporto della cocaina dalla Colombia agli Stati Uniti (generalmente il sud della Florida), mediante accordi presi sulla parola, di cui difficilmente si trova traccia: le transazioni erano dirette da Escobar[6] ma soprattutto dai fratelli Ochoa, che disponevano di una vasta rete di distribuzione a Miami[2] capeggiata da Rafael Cardona Salazar[7], mentre il trasporto veniva materialmente effettuato dagli aerei di Carlos Lehder[3] oppure da potenti motoscafi lungo le coste della Florida[5];
- il riciclaggio, per cui i capitali che il Cartello ha guadagnato sono investiti in settori come il turismo, le società immobiliari (soprattutto nel sud della Florida)[5] e le società calcistiche in Colombia (ad esempio Escobar sovvenzionava il Nacional Medellin[8] mentre Gacha era il finanziatore occulto dei Millonarios di Bogotá[9]). Altri investimenti avvenivano nelle banche panamensi sotto la protezione del dittatore Manuel Norriega[10] e nel 1988 un'indagine antidroga svelò che la filiale di Tampa (Florida) della BCCI (Bank of Credit and Commerce International) aveva riciclato 32 miliardi di dollari appartenenti al Cartello di Medellin[11].

### L'esperienza del MAS
Con il successo delle operazioni nel traffico di droga, alcuni tra i più importanti narcotrafficanti cominciarono ad acquistare vasti appezzamenti di terra; se da un lato ciò permetteva loro di riciclare i proventi dell'attività illecita, dall'altro li inseriva pienamente nella società colombiana dell'epoca, dotandoli di un potere politico enorme. Alla fine degli anni ottanta i trafficanti di droga erano ormai i maggiori proprietari terrieri in Colombia. Gran parte delle loro terre veniva utilizzata per l'allevamento del bestiame oppure veniva lasciata incolta. In questi anni i boss del narcotraffico cominciarono a munirsi di eserciti privati.
Tra la fine del 1981 e l'inizio del 1982, a Puerto Boyacá, ebbe luogo una serie di incontri tra membri del cartello di Medellín, militari colombiani, membri della società statunitense Texas Petroleum, politici, piccoli industriali e ricchi allevatori. Da questi incontri nacque il MAS (acronimo di Muerte a Secuestradores, "Morte ai rapitori"), organizzazione paramilitare incaricata di difendere gli interessi economici dei fondatori, di reprimere i fenomeni di guerriglia e di fornire protezione per le élite locali, minacciate da rapimenti ed estorsioni. Già nel 1983 le statistiche del governo colombiano indicano 240 omicidi politici compiuti dal MAS; furono colpiti soprattutto leader locali, funzionari pubblici e fattori.
L'anno seguente fu creata la ACDEGAM (Asociación Campesina de Ganaderos y Agricultores del Magdalena Medio, "Associazione allevatori e fattori del Medio Magdalena") per gestire l'organizzazione e le pubbliche relazioni del MAS, oltre che per fornire una facciata legale a vari gruppi paramilitari. L'ACDEGAM si impegnò nel promuovere politiche anti-sindacali, minacciando chiunque fosse coinvolto in organizzazioni di supporto per i diritti dei lavoratori e dei contadini. Le minacce trovavano poi conferma negli attacchi e negli assassinii operati dal MAS contro coloro che venivano considerati "sovversivi". L'ACDEGAM costruì inoltre delle scuole il cui scopo dichiarato era la creazione di un ambiente educativo "patriottico e anti-comunista", costruendo inoltre strade, ponti e cliniche.
L'ACDEGAM stessa si occupava della gestione del reclutamento per le organizzazioni paramilitari, del deposito delle armi, della propaganda e dei servizi medici.
Nella prima metà degli anni 1980 l'ACDEGAM e il MAS conobbero una crescita significativa. Nel 1985 i narcotrafficanti Pablo Escobar, Jorge Luis Ochoa, Gonzalo Rodríguez Gacha, Carlos Lehder e Juan Matta-Ballesteros cominciarono a convogliare ingenti risorse verso l'organizzazione in modo da garantire l'acquisto di armi, equipaggiamento e l'addestramento delle truppe paramilitari. Il denaro investito dal MAS in progetti sociali venne così destinato al rafforzamento dell'organizzazione. Furono acquistate armi moderne dall'esercito e dall'armeria colombiana INDUMIL, oltre che tramite trattative private. L'organizzazione possedeva computer e gestiva un centro di comunicazioni che agiva coordinatamente all'ufficio statale di telecomunicazioni.
Il MAS possedeva anche numerosi elicotteri e aerei, con trenta piloti a sua disposizione. Inoltre furono assunti istruttori militari statunitensi, israeliani e britannici. Famoso fu il caso dell'ex militare israeliano Yair Klein, che addestrava i paramilitari del Cartello in appositi campi allestiti nel Medio Magdalena da Gonzalo Rodríguez Gacha e che risultò anche l'artefice di un traffico d'armi tra Israele e Colombia, che finirono in dotazione a Gacha e agli altri narcos di Medellìn.

### Il conflitto con il governo colombiano
Quando fu stipulato un trattato tra gli Stati Uniti e la Colombia che permetteva una facile estradizione dei boss di Medellín, molti di questi furono arrestati ed estradati negli USA. Tra i fautori di questo accordo vi furono il Ministro della Giustizia colombiano Rodrigo Lara Bonilla, l'ufficiale di polizia Jaime Ramírez e numerosi giudici di Corte Suprema. Questa politica portò a numerosi conflitti tra la polizia colombiana e i trafficanti di Medellín. Molti di questi furono eliminati. Tra i morti vi fu anche lo stesso ministro Rodrigo Lara Bonilla, che fu ucciso nel 1984 nella sua auto durante l'ora di punta da un gruppo di motociclisti. Quest'omicidio fu l'atto finale che convinse il Presidente della Colombia, Belisario Betancur, a firmare l'estradizione di Carlos Lehder e di altri importanti boss del cartello.
Jaime Ramírez, ufficiale di polizia che aveva eseguito numerosi sequestri di droga provocando ingenti perdite al cartello, fu ucciso sull'autostrada, speronato da un'altra auto e poi finito a colpi di arma da fuoco. Sua moglie e i suoi due figli furono solo feriti.

### Nuove alleanze del Cartello

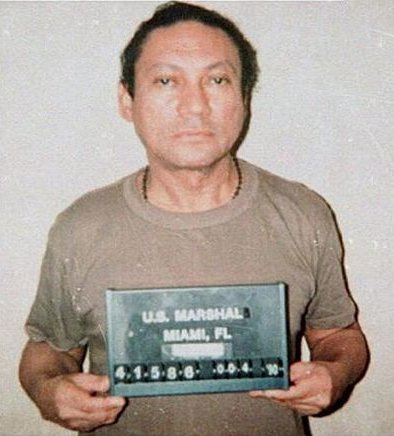
Il generale Manuel Noriega in seguito all'arresto effettuato dalle United States Armed Forces.

La paura delle ripercussioni a seguito dell'omicidio di Lara Bonilla causò un esodo di quasi tutti i narcotrafficanti di Medellín, che si rifugiarono a Panama, il cui uomo al potere, il generale Noriega, aveva una lunga storia di collaborazione con i cartelli del narcotraffico.
Attraverso alcuni elementi dell'M-19, il Cartello di Medellín ottenne di trasferire le proprie attività anche in Nicaragua, dove il governo sandinista di Daniel Ortega accolse i suoi membri e li supportò nei loro traffici. Inoltre Escobar stabilì contatti con il generale cubano Arnaldo Ochoa Sánchez per esportare tonnellate di cocaina attraverso Cuba; nel 1989 il generale Ochoa verrà arrestato e condannato a morte insieme ad altri tre ufficiali dell'esercito cubano con le accuse di traffico di droga, corruzione ed alto tradimento. Secondo la DEA, la condanna del generale Ochoa serviva ad occultare le complicità di Fidel Castro e del fratello Raúl con i narcotrafficanti di Medellín.
Nel novembre 1987, Escobar strinse un'alleanza con il generale Raoul Cédras, capo delle forze armate haitiane e futuro dittatore di quel Paese, per aprire una nuova rotta della cocaina attraverso Haiti.

## Operazioni statunitensi
Gli agenti della DEA e della U.S. Customs operarono molti arresti e sequestri di cocaina utilizzando informatori sotto copertura. Il testimone più importante fu Barry Seal, un aviatore statunitense, incaricato di trasportare illegalmente la droga negli Stati Uniti per conto del Cartello. Quando venne catturato, decise di aiutare il governo statunitense a sconfiggere il Cartello, fornendo molti nomi e dettagli sui percorsi della cocaina: in occasione della spedizione di un carico, Seal scattò delle fotografie a Escobar e Gacha mentre insieme a funzionari del Ministero dell'Interno sandinista caricavano cocaina su un aereo all'aeroporto di Managua, a dimostrazione della complicità di quel regime con i narcotrafficanti. Il Cartello si vendicò facendolo assassinare.

## Paura dell'estradizione
Probabilmente il problema più grande che il Cartello di Medellín e gli altri trafficanti dovevano affrontare fu il trattato di estradizione tra Stati Uniti e Colombia, che permetteva alla Colombia di estradare negli USA qualsiasi colombiano accusato di traffico di droga, per essere lì processato. Questo fu un grosso problema per il Cartello poiché non aveva influenza negli Stati Uniti, pertanto i processi probabilmente avrebbero portato alla reclusione. Fu proprio la paura dell'estradizione a spingere Escobar e altri soci del Cartello a creare un gruppo criminale chiamato Los Extraditables. 
Così che nell'agosto 1989, Los Extraditables ordinarono l'assassinio del candidato presidenziale Luis Carlos Galán, perché se fosse diventato presidente, avrebbe accettato l'estradizione di Escobar. Nel funerale di Galan, il governo del presidente Virgilio Barco dichiarò guerra totale ai narcotrafficanti. 3 mesi dopo, il 27 novembre, il Cartello fece esplodere una bomba in'un aereo con 110 persone a bordo, con l'obiettivo d'uccidere Cesar Gaviria (che diventarebbe presidente della Colombia 9 mesi dopo), uomo di fiducia e poi successore dell'assassinato Galan. Sono 23 mesi di violenza fino al 1991, quando rilasciò vari rapiti, rapiti per fare pressione al nuovo governo Gaviria dell'annullamento dell'estradizione. E quando l'estradizione venne annullata il 19 giugno, Escobar si consegnò al carcere La Catedral, fatta costruire dallo stesso Escobar.

## La fine del cartello
Il Cartello perse molto del suo consolidato potere quando i suoi membri vengono uccisi dal Bloque de búsqueda (un gruppo elite di polizia) per es: José Gonzalo Rodriguez Gacha o Gustavo Gaviria, cugino d'Escobar o fatti ammazzare dallo stesso Escobar come i Galeano-Moncada, cui omicidi furono il scatenante per la creazione d'un altro gruppo criminale chiamato Los Pepes. Questi Pepes ammazzarono l'80% dei sicari del Cartello tanto da lasciare Escobar con soltanto un sicario-guardaspalle il giorno della sua morte. Molti dei suoi associati rimasti in libertà e dei vecchi membri sono però ancora attivi sulla scena internazionale della droga.

## Cultura di massa
L'ascesa e la fine del Cartello di Medellin e di Pablo Escobar sono raccontate, seppur romanzate, nelle prime due stagioni di Narcos, serie tv originale Netflix. Prima di questa serie TV nel 2012 è stata prodotta e trasmessa dall'emittente colombiana Caracol Televisión la telenovela Escobar: El Patrón del Mal, un adattamento libero tratto dal libro La parabola de Pablo di Alonso Salazar. Questa telenovela gode degli articoli giornalistici e dei fatti storici realmente accaduti.